# Piratas de Sombrero de Paja
Los Piratas de Sombrero de Paja (麦わら海賊団 Mugiwara Kaizokudan?), algunas veces referidos como Tripulación de Sombrero de Paja (麦わらの一味 Mugiwara no Ichimi?), son los principales protagonistas de la serie manga One Piece, escrita y dibujada por Eiichirō Oda, y personajes principales de la franquicia de medios surgida de esta. La tripulación recibe el nombre a partir del apodo de su capitán y fundador, Monkey D. Luffy, alias "Sombrero de Paja".

## Tripulación
Actualmente, la tripulación está compuesta por diez miembros, ocupando cada uno una posición específica. También cada uno tiene una recompensa (mostrándose tachadas las recompensas antiguas), cabiendo destacar que son la única tripulación conocida de la serie en la que cada miembro tiene una. Por sus recompensas, cada uno tiene también un apodo por el que son conocidos por el mundo. También algo destacable en los Piratas de Sombrero de Paja, es que cada uno tiene un sueño que quiere cumplir.
| 3.000.000.000                                                            |
| 1.500.000.000 500.000.000 400.000.000 300.000.000 100.000.000 30.000.000 |

| 1.111.000.000                      |
| 320.000.000 120.000.000 60.000.000 |

| 366.000.000           |
| 66.000.000 16.000.000 |

| 500.000.000            |
| 200.000.000 30.000.000 |

| 1.032.000.000                      |
| 330.000.000 177.000.000 77.000.000 |

| 1.000  |
| 100 50 |

| 930.000.000                       |
| 130.000.000 80.000.000 79.000.000 |

| 394.000.000           |
| 94.000.000 44.000.000 |

| 383.000.000           |
| 83.000.000 33.000.000 |

| 1.100.000.000                      |
| 438.000.000 250.000.000 76.000.000 |

### Monkey D. Luffy
Monkey D. Luffy (モンキー・D・ルフィ Monkī Dī Rufi?) es el capitán y fundador de los Piratas de Sombrero de Paja, además del protagonista principal del manga One Piece y resto de su franquicia.

### Roronoa Zoro
Roronoa Zoro (ロロノア・ ゾロ Roronoa Zoro?) es el combatiente de los Piratas de Sombrero de Paja.

#### Descripción general
Zoro tenía 19 años al comienzo de la serie, y 21 tras el salto temporal. Es un habilidoso espadachín que lucha utilizando el llamado "estilo de tres espadas" (三刀流 santōryū?), sujetando dos espadas con las manos, y otra con la boca. Tiene el pelo verde, y tres pendientes en la oreja izquierda. Al igual que el resto de la tripulación, a menudo cambia de vestuario, pero usualmente llevando un haramaki verde con el que sujetar sus espadas. A menudo tiene discusiones con Sanji. Tiene muy mal sentido de la orientación, y suele perderse con frecuencia.

#### Historia
El mar de la supervivencia: Saga de los Supernovas
Después de que Monkey D. Luffy conociera a Zoro, encontrándole atado en la base de los Marines en Shells Town, le ofreció unirse a él, y aunque Zoro se negó en un principio, prometió unirse a él si buscaba sus espadas y le liberaba, teniendo en mente que debía seguir vivo para ser el mejor espadachín del mundo, pues se lo prometió a su amiga de la infancia Kuina, quien falleció a una edad temprana, llevando con él la espada que le perteneció. Acompañando a Luffy en su viaje por el East Blue, Zoro tuvo un encuentro con Dracule Mihawk, considerado "El mejor espadachín del mundo", al cual se enfrentó, terminando derrotado y con dos de sus espadas destruidas, con lo cual juró ante Luffy seguir esforzándose para no perder nunca más. Posteriormente, tras enfrentarse a los Piratas de Arlong y que Luffy consiguiera su primera recompensa, llegaron a Loguetown, donde Zoro adquirió dos nuevas espadas raras y conoció a la Marine Tashigi, quien le hacía sentir nervioso debido a su gran parecido con Kuina.
Tras ello, viajaron a Grand Line, donde tras una emboscada de la organización Baroque Works de la que Zoro había oído hablar, una de sus miembros resultó ser la princesa Nefertari Vivi, quien pidió a la tripulación de Luffy que la llevaran a su país, el Reino de Arabasta. Tras viajar con Vivi, llegaron a Arabasta, donde Zoro se enfrentó al agente de Baroque Works Mr. 1, tras lo cual obtuvo su primera recompensa de 60.000.000.
Después de despedirse de Vivi, la tripulación viajó a la isla del cielo Skypiea, y posteriormente regresaron al mar azul, donde compitieron en los juegos pirata del Davy Back Fight, con Zoro y Sanji teniendo que hacer equipo en la segunda ronda. Tras un infortunado encuentro con el almirante Aokiji de los Marines, viajaron a Water Seven, donde, después de que Robin fuera llevada arrestada por el Cipher Pol, viajaron a Enies Lobby para rescatarla, donde Zoro se enfrentó al miembro del CP9 Kaku, y posteriormente una de sus espadas fue destruida. Tras regresar a Water Seven, la recompensa de Zoro fue aumentada a 120.000.000.
Tras seguir su viaje y toparse con el buque-isla Thriller Bark, Zoro se enfrentó al zombi del guerrero Ryuma, quien le regaló su espada rara tras ser derrotado. Después llegaron al Archipiélago Sabaody, donde conocieron a Silvers Rayleigh, quien fue el primer oficial del antiguo Rey de los Piratas, Gold Roger, y se ofreció a barnizar el Thousand Sunny para que navegaran por el fondo marino, teniendo que esperar tres días para terminar. Sin embargo, se encontraron con Bartholomew Kuma, quien usó sus poderes para separarles, enviándoles a diferentes islas. Zoro terminó en la isla donde Mihawk habitaba, a quien pidió que le entrenara como gran espadachín, puesto que en el periódico Luffy envió un mensaje a sus amigos de que se verían dentro de dos años, aprovechando ese tiempo para volverse más fuertes.
El último mar: Saga del Nuevo Mundo
Dos años después, la tripulación se reunió en Sabaody, y después viajaron por el fondo marino a la Isla de los Hombres-Pez, donde detuvieron un golpe de Estado. En el Nuevo Mundo, la banda llegó a Punk Hazard, donde se aliaron con Trafalgar Law para derrotar a uno de los Cuatro Emperadores, y conocieron al samurái Kin'emon y su hijo Momonosuke. Tras viajar a Dressrosa como parte de los planes de Law, la banda se enfrentó a los Piratas Donquixote, con Zoro derrotando al oficial de élite Pica, con lo cual su recompensa fue aumentada a 320.000.000.
Tras viajar a la isla Zou, habitada por la Tribu Mink, Kin'emon les confesó que él y Momonosuke no eran padre e hijo, sino que Momonosuke era parte del Clan Kozuki, la antigua familia real de Wano, ahora a manos de Kaidou, el miembro de los Cuatro Emperadores a quien Luffy y Law pretendían derrotar. Ahí, Luffy y Law se aliaron con el Clan Kozuki y la Tribu Mink para derrotar juntos a Kaidou. En Wano, tras varios días recopilando información, la tripulación puso rumbo a Onigashima, donde Kaidou tenía su base, y Zoro terminó enfrentándose y derrotando al oficial King de los Piratas de las Bestias, tras lo cual recibió una nueva recompensa de 1.111.000.000.

#### Intérpretes
Wataru Takagi dio voz a Zoro en el OVA One Piece: ¡Te derrotaré! Pirata Ganzack. En la serie de anime, Kazuya Nakai da voz a Zoro en la versión original en japonés, mientras que Megumi Urawa le da voz de niño. En España, es doblado por Jorge Saudinós tanto en la serie de anime como en las películas. En Hispanoamérica, fue doblado por Alfredo Gabriel Basurto en la versión del anime de 4Kids, mientras que en la versión sin censura del anime es doblado por Dafnis Fernández.
Mackenyu interpreta a Zoro en la serie de acción real, mientras que Maximilian Lee Piazza interpreta a Zoro de niño.

### Nami
Nami (ナミ Nami?) es la navegante de los Piratas de Sombrero de Paja.

#### Descripción general
Nami tenía 18 años al comienzo de la serie, y 20 tras el salto temporal. Es una experta en navegación, y también en robos. Siempre se alegra cuando ve la oportunidad de ganar dinero. Tiene el pelo naranja, inicialmente llevándolo corto, posteriormente dejándoselo largo tras el salto temporal de dos años. Siempre se muestra preocupada cuando hay alguna situación demasiado peligrosa, a menudo preocupándose por las locas decisiones de su capitán. Inicialmente luchaba con un bastón plegable, posteriormente siendo sustituido por el Clima Tact que Usopp le fabricó, gracias al cual puede controlar el clima.

#### Historia
El mar de la supervivencia: Saga de los Supernovas
Nami conoció a Luffy y Zoro en la Ciudad Orange mientras intentaba robar a los Piratas de Buggy, con Luffy ofreciéndole unirse a ellos, con ella aceptando a pesar de que tiene odio por los piratas. Viajando juntos, reclutaron a Usopp y adquirieron el barco Going Merry, el cual posteriormente Nami robó y huyó con él a su pueblo, Villa Cocoyasi. Cuando Luffy y sus compañeros fueron ahí en su búsqueda, descubrieron que el pueblo estaba bajo la tiranía de Arlong, quien obligaba a Nami a trabajar para él dibujando mapas, y quien en la niñez de Nami mató a Bell-mère, la madre adoptiva de Nami y de su hermana adoptiva Nojiko. Durante años, Nami se vio obligada a robar para pagar a Arlong por la libertad de su pueblo, pero tras descubrir que Arlong no iba a cumplir su palabra, Nami terminó pidiendo ayuda a Luffy, quien consiguió derrotar a Arlong para que Nami y Villa Cocoyasi queden libres y así ella pueda acompañarle como su navegante.
Posteriormente, viajaron a Grand Line, donde tras una emboscada de la organización Baroque Works, una de sus miembros resultó ser la princesa Nefertari Vivi, quien pidió a la tripulación de Luffy que la llevaran a su país, el Reino de Arabasta. Tras viajar con Vivi, llegaron a Arabasta, donde Nami se enfrentó a la agente de Baroque Works Miss Doublefinger gracias al bastón Clima Tact que Usopp le fabricó para controlar el clima.
Después de despedirse de Vivi, la tripulación viajó a la isla del cielo Skypiea, y posteriormente regresaron al mar azul, donde compitieron en los juegos pirata del Davy Back Fight, con Nami, Usopp y Robin haciendo equipo en la primera ronda. Tras un infortunado encuentro con el almirante Aokiji de los Marines, viajaron a Water Seven, donde, después de que Robin fuera llevada arrestada por el Cipher Pol, viajaron a Enies Lobby para rescatarla, donde Nami se enfrentó a la miembro del CP9 Kalifa con el Clima Tact que Usopp le mejoró. Tras regresar a Water Seven, Nami obtuvo su primera recompensa de 16.000.000.
Tras seguir su viaje y toparse con el buque-isla Thriller Bark, Nami tuvo varios problemas con la zombi Lola debido a que ella estaba enamorada del miembro de la tripulación Absalom, el cual quería casarse con Nami, la cual consiguió hablar con Lola para hacerse amigas. Tras perder Lola la sombra que le daba vida, esta regresó a su dueña original, una pirata también de nombre Lola. Después llegaron al Archipiélago Sabaody, donde conocieron a Silvers Rayleigh, quien fue el primer oficial del antiguo Rey de los Piratas, Gold Roger, y se ofreció a barnizar el Thousand Sunny para que navegaran por el fondo marino, teniendo que esperar tres días para terminar. Sin embargo, se encontraron con Bartholomew Kuma, quien usó sus poderes para separarles, enviándoles a diferentes islas. Nami terminó en Weatheria, una isla del cielo donde se quedó para estudiar más sobre el clima, puesto que en el periódico Luffy envió un mensaje a sus amigos de que se verían dentro de dos años, aprovechando ese tiempo para volverse más fuertes.
El último mar: Saga del Nuevo Mundo
Dos años después, la tripulación se reunió en Sabaody, y después viajaron por el fondo marino a la Isla de los Hombres-Pez, donde detuvieron un golpe de Estado. En el Nuevo Mundo, la banda llegó a Punk Hazard, donde se aliaron con Trafalgar Law para derrotar a uno de los Cuatro Emperadores, y conocieron al samurái Kin'emon y su hijo Momonosuke. Tras viajar a Dressrosa como parte de los planes de Law, la mitad de la banda, entre ellos Nami, tuvo que marcharse mientras custodiaban el barco para huir de los Piratas de Big Mom, mientras que el resto de la banda se quedó a combatir a los Piratas Donquixote, cuya acción hizo que su recompensa fuera aumentada a 66.000.000.
Tras reunirse la banda en Zou, habitada por la Tribu Mink, contaron a los que estuvieron en Dressrosa que Sanji tuvo que marcharse con los Piratas de Big Mom, mientras que Kin'emon les confesó que él y Momonosuke no eran padre e hijo, sino que Momonosuke era parte del Clan Kozuki, la antigua familia real de Wano, ahora a manos de Kaidou, el miembro de los Cuatro Emperadores a quien Luffy y Law pretendían derrotar. Ahí, Luffy y Law se aliaron con el Clan Kozuki y la Tribu Mink para derrotar juntos a Kaidou. Nami fue elegida para formar parte del grupo que viajaría a Totto Land a buscar a Sanji y traerle de vuelta, en la base de Big Mom siendo capturados por su tripulación, y, aunque Nami intentó decir que era amiga de Lola, quien era hija de Big Mom, no sirvió de ayuda. Con la ayuda de Capone Bege, casado con la hermana gemela de Lola, Chiffon, la tripulación de Luffy consiguió rescatar a Sanji y huir de Totto Land, en el camino capturando a Zeus como su sirviente. Una vez en Wano, tras varios días recopilando información, la tripulación puso rumbo a Onigashima, donde Kaidou tenía su base, y se enfrentaron a los Piratas de las Bestias, tras lo cual Nami recibió una nueva recompensa de 366.000.000.

#### Intérpretes
Megumi Toyoguchi dio voz a Nami en el OVA One Piece: ¡Te derrotaré! Pirata Ganzack. En la serie de anime, Akemi Okamura da voz a Nami en la versión original en japonés, con excepción de los episodios 70-78, donde fue sustituida por Wakana Yamazaki. En España, es doblada por Diana Torres tanto en la serie de anime como en las películas. En Hispanoamérica, es doblada por Georgina Sánchez tanto en la versión del anime de 4Kids como en el redoblaje sin censura, además de en las películas.
Emily Rudd interpreta a Nami en la serie de acción real, mientras que Lily Fisher interpreta a Nami de niña.

#### Zeus
Zeus (ゼウス Zeusu?) es un Homie (criatura creada a partir del alma de una persona) que fue creado a partir de una parte del alma de la pirata Charlotte Linlin, posteriormente sirviendo de acompañante de los Piratas de Sombrero de Paja como arma de Nami. Comenzó siendo una nube que cuando se pone en modo de ataque se convierte en una nube negra que lanza rayos, y siendo parte de los Piratas de Big Mom. Fue capturado por Nami cuando los Sombrero de Paja huían de Totto Land. Tras ello se convirtió en el sirviente de Nami, ayudándola en el País de Wano, donde Linlin fue en su búsqueda. Momentáneamente volvió con Linlin, pero convencida por el Homie sol Prometeus, Linlin creó a otra nube llamada Hera, haciendo que Zeus quisiera volver con Nami. Tras separar Big Mom su alma de la nube en la que habitaba, Zeus quedó atrapado en el Clima Tact de Nami, de donde sale cuando es invocado por ella.
En la serie de anime, Yū Mizushima da voz a Zeus en la versión original en japonés. En España, Zeus es doblado por Sacha Sorni en la película One Piece Film: Red. En Hispanoamérica, Zeus es doblado por Raymundo Armijo en la película One Piece Film: Red.

### Usopp
Usopp (ウソップ Usoppu?) es el francotirador de los Piratas de Sombrero de Paja.

#### Descripción general
Usopp tenía 17 años al comienzo de la serie, y 19 tras el salto temporal. Tiene gran afición por las mentiras, soliendo inventarse que ha hecho grandes proezas en la vida, o que tiene alguna extraña enfermedad para librarse de alguna situación peligrosa, debido a que también es bastante miedoso. Algo que destaca de su apariencia es su larga nariz. Además de ser un francotirador con una gran puntería, también tiene conocimientos de alquimia y de mecánica, además de ser habilidoso en el arte como la pintura o esculpiendo. Lucha utilizando tirachinas y proyectiles fabricados por él, colocándose gafas protactoras para agudizar su visión, además de utilizar otro tipo de arsenal como martillos, o diales que obtuvo en Skypiea.

#### Historia
El mar de la supervivencia: Saga de los Supernovas
Usopp vivía en Villa Syrup, donde cada mañana gritaba que llegaban los piratas, y lideraba a tres niños con los que se hacía llamar "Piratas de Usopp". También solía contar historias a su amiga Kaya. Debido a su fama de mentiroso, el día en que de verdad los Piratas del Gato Negro iban a invadir el pueblo nadie le creyó, por lo que tuvo que hacerles frente con ayuda de Luffy, Zoro y Nami. Tras ello, Kaya les regaló el barco Going Merry como agradecimiento, y Usopp se unió a ellos en la tripulación, continuando viajando por el East Blue.
Posteriormente, viajaron a Grand Line, donde conocieron a la princesa Nefertari Vivi, quien pidió a la tripulación de Luffy que la llevaran a su país, el Reino de Arabasta. Tras viajar con Vivi, llegaron a Arabasta, donde Usopp y Chopper se enfrentaron en equipo a los agentes de Baroque Works Mr. 4 y Miss Merry Christmas.
Después de despedirse de Vivi, la tripulación viajó a la isla del cielo Skypiea, durante su estancia ahí siendo Usopp testigo de que a la noche alguien reparaba el Going Merry. Posteriormente regresaron al mar azul, donde compitieron en los juegos pirata del Davy Back Fight, con Usopp, Nami y Robin haciendo equipo en la primera ronda. Tras un infortuno encuentro con el almirante Aokiji de los Marines, viajaron a Water Seven, donde Usopp tuvo una discusión por Luffy por la decisión de deshacerse del Going Merry, con lo cual abandonó la tripulación. También a través de Franky supo que a quien vio en Skypiea reparando el barco debió ser un Klabautermann, quienes son las personificaciones de los espíritus de los barcos. Después de que Robin fuera llevada arrestada por el Cipher Pol, Usopp viajó a Enies Lobby con los demás para rescatarla, donde se enmascaró y llevó una capa diciendo ser el héroe "Sogeking", intentando que no se le reconociera debido a su discusión con Luffy. Tras regresar a Water Seven, el alter ego de Usopp, Sogeking, obtuvo una recompensa de 30.000.000. Después, Usopp pidió disculpas a Luffy para seguir viajando con ellos.
Tras seguir su viaje y toparse con el buque-isla Thriller Bark, Usopp volvió a retomar la identidad de Sogeking mientras se enfrentaba a la miembro de la tripulación Perona. Después llegaron al Archipiélago Sabaody, donde conocieron a Silvers Rayleigh, quien fue el primer oficial del antiguo Rey de los Piratas, Gold Roger, y se ofreció a barnizar el Thousand Sunny para que navegaran por el fondo marino, teniendo que esperar tres días para terminar. Sin embargo, se encontraron con Bartholomew Kuma, quien usó sus poderes para separarles, enviándoles a diferentes islas. Usopp terminó en el Archipiélago Boin, un lugar donde aprendió sobre plantas y se entenó bajo el habitante de ahí Heracles, puesto que en el periódico Luffy envió un mensaje a sus amigos de que se verían dentro de dos años, aprovechando ese tiempo para volverse más fuertes.
El último mar: Saga del Nuevo Mundo
Dos años después, la tripulación se reunió en Sabaody, y después viajaron por el fondo marino a la Isla de los Hombres-Pez, donde detuvieron un golpe de Estado. En el Nuevo Mundo, la banda llegó a Punk Hazard, donde se aliaron con Trafalgar Law para derrotar a uno de los Cuatro Emperadores, y conocieron al samurai Kin'emon y su hijo Momonosuke. Tras viajar a Dressrosa como parte de los planes de Law, Usopp se volvió el ídolo de la Tribu Tontatta, una sociedad de enanos. También consiguió derrotar a la oficial Sugar de los Piratas Donquixote tras asustarla, hacinedo que la gente de Dressrosa que fue transformada en juguetes por ella volviera a la normalidad, a causa de ello siendo Usopp idolatrado por ellos como su salvador. A causa de esos actos, Usopp obtuvo una nueva recompensa de 200.000.000, siendo referido en su cartel de búsqueda como "Dios Usopp".
Tras viajar a la isla Zou, habitada por la Tribu Mink, Kin'emon les confesó que él y Momonosuke no eran padre e hijo, sino que Momonosuke era parte del Clan Kozuki, la antigua familia real de Wano, ahora a manos de Kaidou, el miembro de los Cuatro Emperadores a quien Luffy y Law pretendían derrotar. Ahí, Luffy y Law se aliaron con el Clan Kozuki y la Tribu Mink para derrotar juntos a Kaidou. Una vez en Wano, tras varios días recopilando información, la tripulación puso rumbo a Onigashima, donde Kaidou tenía su base, y se enfrentaron a los Piratas de las Bestias, tras lo cual Usopp recibió una nueva recompensa de 500.000.000.

#### Intérpretes
En la serie de anime, Kappei Yamaguchi da voz a Usopp en la versión original en japonés. En España, es doblado por Pepe Carabias tanto en la serie de anime como en las películas. En Hispanoamérica, fue doblado por Aldo Lugo en la versión del anime de 4Kids, y por Alejandro Orozco en el redoblaje sin censura y las películas, con excepción de la película One Piece Film: Gold, donde es doblado por Rolando de la Fuente.
Jacob Romero Gibson interpreta a Usopp en la serie de acción real, mientras que Kevin Saula interpreta a Usopp de niño.

### Sanji
Sanji (サンジ Sanji?), nacido como Vinsmoke Sanji (ヴィンスモーク・サンジ Vinsumōku Sanji?), es el cocinero de los Piratas de Sombrero de Paja.

#### Descripción general
Sanji tenía 19 años al comienzo de la serie, y 21 tras el salto temporal. Lucha utilizando el "estilo de pierna negra" (黒足の技 Kuroashi no Waza?), con el que da patadas a sus enemigos, debido a que como cocinero cuida sus manos. Tiene las cejas en forma de espiral, y el pelo rubio, el cual le tapa uno de los ojos (el ojo izquierdo al inicio de la serie, y el ojo derecho tras el salto temporal de dos años). También suele estar fumando un cigarro. Es muy mujeriego, y pierde el control cuando ve a alguna chica hermosa, intentando coquetear con ellas, a menudo siendo gentil con Nami o Robin, o con otras chicas que conoce en la serie. A menudo tiene discusiones con Zoro.

#### Historia
El mar de la supervivencia: Saga de los Supernovas
Sanji trabajaba como sous-chef en el restaurante flotante Baratie en el East Blue bajo el liderazgo del chef Zeff, quien salvó su vida cuando era pequeño y ambos tuvieron que sobrevivir en un islote. Después de que Luffy le pidiera unirse a su tripulación como cocinero, Sanji aceptó para llegar a encontrar en el viaje el legendario mar All Blue.
Posteriormente, viajaron a Grand Line, donde conocieron a la princesa Nefertari Vivi, quien pidió a la tripulación de Luffy que la llevaran a su país, el Reino de Arabasta. Tras viajar con Vivi, llegaron a Arabasta, donde Sanji se enfrentó al agente de Baroque Works Mr. 2.
Después de despedirse de Vivi, la tripulación viajó a la isla del cielo Skypiea, y posteriormente regresaron al mar azul, donde compitieron en los juegos pirata del Davy Back Fight, con Sanji y Zoro teniendo que hacer equipo en la segunda ronda. Tras un infortuno encuentro con el almirante Aokiji de los Marines, viajaron a Water Seven, donde después de que Robin fuera llevada arrestada por el Cipher Pol, viajaron a Enies Lobby para rescatarla, donde Sanji se enfrentó al miembro del CP9 Jabra. Tras regresar a Water Seven, Sanji obtuvo su primera recompensa de 77.000.000, aunque en vez de usar una foto de él en el cartel de búsqueda utilizaron un dibujo mal hecho de su cara.
Tras seguir su viaje y toparse con el buque-isla Thriller Bark, donde Sanji se enfrentó al miembro de la tripulación Absalom, el cual tenía el poder de hacerse invisible, por lo que Sanji le aborreció ya que siempre soñó con tener ese poder. Continuando su viaje, se toparon con Duval, un hombre qu tuvo problemas a causa de que su cara era exacta al dibujo del cartel de recompensa de Sanji, pero Sanji le dio varias patadas en la cara, cambiándola y haciendo que tuviera un rostro más hermoso. Después llegaron al Archipiélago Sabaody, donde conocieron a Silvers Rayleigh, quien fue el primer oficial del antiguo Rey de los Piratas, Gold Roger, y se ofreció a barnizar el Thousand Sunny para que navegaran por el fondo marino, teniendo que esperar tres días para terminar. Sin embargo, se encontraron con Bartholomew Kuma, quien usó sus poderes para separarles, enviándoles a diferentes islas. Sanji terminó en la Isla Momoiro, habitada por okamas y gobernada por Emporio Ivankov, a quienes pidió que les enseñara sus recetas culinarias y también le enseñaron técnicas de combate, puesto que en el periódico Luffy envió un mensaje a sus amigos de que se verían dentro de dos años, aprovechando ese tiempo para volverse más fuertes.
El último mar: Saga del Nuevo Mundo
Dos años después, la tripulación se reunió en Sabaody, y después viajaron por el fondo marino a la Isla de los Hombres-Pez, donde detuvieron un golpe de Estado. En el Nuevo Mundo, la banda llegó a Punk Hazard, donde se aliaron con Trafalgar Law para derrotar a uno de los Cuatro Emperadores, y conocieron al samurai Kin'emon y su hijo Momonosuke. Tras viajar a Dressrosa como parte de los planes de Law, la mitad de la banda, entre ellos DSanji, tuvo que marcharse mientras custodiaban el barco para huir de los Piratas de Big Mom, mientras que el resto de la banda se quedó a combatir a los Piratas Donquixote, cuya acción hizo que la recompensa de Sanji fuera aumentada a 177.000.000, y con la pecularidad de que en su cartel de búsqueda solo se le buscaba vivo.
Tras reunirse los que estuvieron en Dressrosa con los demás en Zou, habitada por la Tribu Mink, les contaron a que Sanji tuvo que marcharse con los Piratas de Big Mom, ya que debía casarse con una de las hijas de Big Mom, siendo él un príncipe del Reino Germa del North Blue como parte de la familia real Vinsmoke. En Totto Land, Sanji debía casarse con Charlotte Pudding, puesto que su padre, Vinsmoke Judge, amenazó con ir al East Blue a acabar con Zeff si no lo hacía, con ello rechazando que Luffy le pidiera que volviera con él. Cuando supo que Pudding no quería casarse con él y que la familia Charlotte pretendía matar a los Vinsmoke tras la boda, se disculpó con Luffy, quien le prometió ayudarle. Con la ayuda de Capone Bege, arruinaron la boda y huyeron, en el camino teniendo que escapar de Big Mom, por lo que Sanji comenzó a cocinar un pastel para distraerla mientras huían de su territorio y ponían rumbo a Wano.
En el camino, Sanji supo que sus compañeros se llevaron el traje del Germa para que lo usara, pero él no quería nada relacionado con ello, y descubrió que su recompensa fue aumentada hasta 330.000.000, con su nombre siendo ahora mencionado en el cartel de búsqueda como "Vinsmoke Sanji", lo cual le molestó debido a que aborrecía el apellido de su familia. Una vez en Wano, tras varios días recopilando información, entre los cuales Sanji se vio obligado a usar el traje del Germa llevando el alias de "Soba Mask" (おそばマスク O-Soba Masuku?, lit. «Enmascarado O-Soba») para pasar desapercibido, la tripulación puso rumbo a Onigashima, donde Kaidou tenía su base, y Sanji terminó enfrentándose y derrotando al oficial Queen de los Piratas de las Bestias, tras lo cual recibió una nueva recompensa de 1.032.000.000.

#### Intérpretes
En la serie de anime, Hiroaki Hirata da voz a Sanji en la versión original en japonés. En España, es doblado por Alfredo Martínez tanto en la serie de anime como en las películas. En Hispanoamérica, es doblado por Noé Velázquez Pedroza tanto en la versión del anime de 4Kids como en el redoblaje sin censura, además de en las películas.
Taz Skylar interpreta a Sanji en la serie de acción real, mientras que Christian Convery interpreta a Sanji de niño.

### Tony Tony Chopper
Tony Tony Chopper (トニートニー・チョッパー Tonī Tonī Chopā?) es el médico de los Piratas de Sombrero de Paja.

#### Descripción general
Chopper tenía 15 años al comienzo de la serie, y 17 tras el salto temporal. Es un reno de nariz azul que comió la Fruta Humano Humano (ヒトヒトの実 Hito Hito no Mi?), la cual le dio la capacidad de caminar y hablar como los humanos, pudiendo alterar entre una forma normal de reno, una apariencia más humana, o una apariencia híbrida de un diminuto reno que camina sobre dos patas, la cual es su apariencia más común. Además de ello, puede cambiar a otras formas gracias a las rumble balls (ランブルボール Ranburu Bōru?), unas píldoras creadas por él que le otorgan otras apariencias con diferentes habilidades para la lucha. A menudo la gente suele confundirle con un tanuki (con un "mapache" en las traducciones en español), lo cual le molesta. Se pone muy nervioso cuando los demás le alagan por algo. También es muy inocente, a menudo jugando con Luffy y Usopp, o creyéndose las mentiras de este último. Al igual que Usopp y Nami, siente miedo cuando ve posibles peligros por medio.

#### Historia
El mar de la supervivencia: Saga de los Supernovas
Chopper vivía en la Isla Drum en Grand Line, siendo el aprendiz de la Dra. Kureha en medicina. Debido a ser un reno con la capacidad de hablar y caminar como los humanos, era aborrecido tanto por los renos como por los humanos, a excepción del Dr. Hiriluk, viejo amigo de Kureha, quien acogió a Chopper como a un hijo y le enseñó medicina, tras la muerte de Hiriluk ocupándose Kureha de Chopper, hasta que Luffy le pidió que se uniera a su tripulación, con Chopper aceptando tras insistir Luffy en ello. Tras ello viajaron a Arabasta, donde Chopper y Usopp se enfrentaron en equipo a los agentes de Baroque Works Mr. 4 y Miss Merry Christmas.
Después, la tripulación viajó a la isla del cielo Skypiea, posteriormente regresaron al mar azul, donde compitieron en los juegos pirata del Davy Back Fight, en los cuales perdieron la primera ronda, con lo cual Chopper fue reclamando como miembro de los Piratas de Foxy, no mucho después regresando con los Piratas de Sombrero de Pja después de que estos ganaran la segunda ronda. Tras un infortuno encuentro con el almirante Aokiji de los Marines, viajaron a Water Seven, donde, después de que Robin fuera llevada arrestada por el Cipher Pol, viajaron a Enies Lobby para rescatarla, donde mientras se enfrentaban a los miembros del CP9, Chopper tuvo que recurrir a su técnica de convertirse en un enorme y monstruoso reno, la cual era una forma que no podía controlar. Tras regresar a Water Seven, Chopper obtuvo su primera recompensa de 50.
Tras seguir su viaje y toparse con el buque-isla Thriller Bark, posteriormente llegaron al Archipiélago Sabaody, donde conocieron a Silvers Rayleigh, quien fue el primer oficial del antiguo Rey de los Piratas, Gold Roger, y se ofreció a barnizar el Thousand Sunny para que navegaran por el fondo marino, teniendo que esperar tres días para terminar. Sin embargo, se encontraron con Bartholomew Kuma, quien usó sus poderes para separarles, enviándoles a diferentes islas. Chopper terminó en el Reino de Torino, un lugar donde se quedó a estudiar nuevos métodos de medicina, puesto que en el periódico Luffy envió un mensaje a sus amigos de que se verían dentro de dos años, aprovechando ese tiempo para volverse más fuertes.
El último mar: Saga del Nuevo Mundo
Dos años después, la tripulación se reunió en Sabaody, y después viajaron por el fondo marino a la Isla de los Hombres-Pez, donde detuvieron un golpe de Estado. En el Nuevo Mundo, la banda llegó a Punk Hazard, donde se aliaron con Trafalgar Law para derrotar a uno de los Cuatro Emperadores, y conocieron al samurai Kin'emon y su hijo Momonosuke. Tras viajar a Dressrosa como parte de los planes de Law, la mitad de la banda, entre ellos Chopper, tuvo que marcharse mientras custodiaban el barco para huir de los Piratas de Big Mom, mientras que el resto de la banda se quedó a combatir a los Piratas Donquixote, cuya acción hizo que su recompensa fuera aumentada a 100.
Tras reunirse la banda en Zou, habitada por la Tribu Mink, contaron a los que estuvieron en Dressrosa que Sanji tuvo que marcharse con los Piratas de Big Mom, mientras que Kin'emon les confesó que él y Momonosuke no eran padre e hijo, sino que Momonosuke era parte del Clan Kozuki, la antigua familia real de Wano, ahora a manos de Kaidou, el miembro de los Cuatro Emperadores a quien Luffy y Law pretendían derrotar. Ahí, Luffy y Law se aliaron con el Clan Kozuki y la Tribu Mink para derrotar juntos a Kaidou. Chopper fue elegido para formar parte del grupo que viajaría a Totto Land a buscar a Sanji y traerle de vuelta. Con la ayuda de Capone Bege, la tripulación de Luffy consiguió rescatar a Sanji y huir de Totto Land. Una vez en Wano, tras varios días recopilando información, la tripulación puso rumbo a Onigashima, donde Kaidou tenía su base, y se enfrentaron a los Piratas de las Bestias, además de que Chopper se encargó de salvar a varios del virus "oni de hielo". Tras la batalla, Chopper recibió una nueva recompensa de 1.000.000.

#### Intérpretes
En la serie de anime, Ikue Ōtani da voz a Chopper en la versión original en japonés. En España, es doblado por Luis Vicente Ivars tanto en la serie de anime como en las películas. En Hispanoamérica, es doblado por Nallely Solis tanto en la versión del anime de 4Kids como en el redoblaje sin censura, además de en las películas.
En la serie de acción real, Mikaela Hoover da voz al personaje en la versión original en inglés.

### Nico Robin
Nico Robin (ニコ・ロビン Niko Robin?) es la arqueóloga de los Piratas de Sombrero de Paja.

#### Descripción general
Robin tenía 28 años al comienzo de la serie, y 30 tras el salto temporal. Tiene los ojos marrones y el pelo negro, inicialmente corto y con flequillo, y posteriormente largo y peinado hacia atrás después del salto temporal de dos años, tiempo después volviendo a llevar flequillo tras viajar a Elbaph. Tiene el poder de la Fruta Flor Flor (ハナハナの実 Hana Hana no Mi?), gracias al cual puede hacer brotar diferentes partes del cuerpo en las superficies. Cuando ocurre algo preocupante, suele insinuar que haya podido ocurrir alguna situación peligrosa, diciéndolo de forma bastante natural a pesar de comentar algo que resulta bastante negativo para los demás.

#### Historia
El mar de la supervivencia: Saga de los Supernovas
Ella trabajan como vicepresidenta de la organización Baroque Works bajo el alias de "Miss All Sunday" (ミス・オールサンデー Misu Ōrusandē?), y Luffy los demás la conocieron al abandonar Whisky Peak, donde ella les ofreció una Log Pose para viajar directamente a Arabasta, pero Luffy la rechazó. En Arabasta, después de que Luffy fuera derrotado por Crocdile y terminara enterrado en la arena, ella le salvó, debido a que le llamaba la atención la inicial D. en su nombre. Posteriormente, ella y Crocodile obligaron al rey Nefertari Cobra a que les llevase hasta las ruinas donde estaba el Poneglyph que Crocodile buscaba y que solo ella era capaz de leer, pero tras mentir a su socio diciendo que solo estaba escrita la historia del reino, Crocdile la atacó. Cuando las ruinas comenzaron a derrumbarse, Luffy les salvó al rey Cobra y a ella.
Como agradecimiento por haberla salvado, Robin se infiltró en el Going Merry para unise a la tripulación de Luffy. Después, viajaron a la isla del cielo Skypiea, posteriormente regresando al mar azul, donde compitieron en los juegos pirata del Davy Back Fight, con Robin, Nami y Usopp haciendo equipo en la primera ronda. Tras un infortuno encuentro con el almirante Aokiji de los Marines, de quien Robin se asustó al reconocerle, viajaron a Water Seven. Después de que Robin fuera llevada arrestada por el Cipher Pol, los demás viajaron a Enies Lobby para rescatarla, pero ella no quería, ya que pensó que alguien como ella debía morir. Viendo que sus amigos declararon la guerra al Gobierno Mundial por ella, Robin recordó su pasado en Ohara, donde era discriminada por los demás a causa de su habilidad para hacer surgir partes del cuerpo, a excepción de los arqueólogos, quienes eran viejos amigos de su madre, Nico Olvia. También un día conoció al gigante Jaguar D. Saul, del que se hizo amiga. Días después, Ohara fue destruida debido a que los arquólogos investigaban el Siglo Vacío, lo cual estaba prohibido, muriendo en el ataque sus amigos arquólogos, su madre, y Saul, con este último diciéndole que huya y que algún día encontraría nuevos amigos. Robin fue la única superviviente gracias a que Aokiji la ayudó a escapar, pero siempre tuvo que huir de la justicia debido a que por saber leer los Poneglyph, con lo cual podría descubrir la verdad del Siglo Vacío, recibió una recompnesa de 79.000.000 siendo solo una niña. Recordando las últimas palabras de Saul, Robin gritó en Enies Lobby que quería vivir, con lo cual sus amigos continuaron con el asalto al lugar, terminando rescatándola. Tras regresar a Water Seven, Robin obtuvo una nueva recompensa de 80.000.000.
Tras seguir su viaje y toparse con el buque-isla Thriller Bark, llegaron al Archipiélago Sabaody, donde conocieron a Silvers Rayleigh, quien fue el primer oficial del antiguo Rey de los Piratas, Gold Roger. Robin le preguntó sobre el Siglo Vacío si los Piratas de Roger llegaron a descubrir la verdad, pero bajo la recomendación de Rayleigh, decidió averiguarlo por sí misma. Rayleigh se ofreció a barnizar el Thousand Sunny para que navegaran por el fondo marino, teniendo que esperar tres días para terminar. Sin embargo, se encontraron con Bartholomew Kuma, quien usó sus poderes para separarles, enviándoles a diferentes islas. Robin terminó en Tequila Wolf, donde fue capturada como esclava, hasta que fue rescatada por el Ejército Revolucionario, decidiendo quedarse con ellos, puesto que en el periódico Luffy envió un mensaje a sus amigos de que se verían dentro de dos años, aprovechando ese tiempo para volverse más fuertes.
El último mar: Saga del Nuevo Mundo
Dos años después, la tripulación se reunió en Sabaody, y después viajaron por el fondo marino a la Isla de los Hombres-Pez, donde Robin mostró que una de sus nuevas habilidades era crear una copia completa de sí misma. Ahí, los Piratas de Sombrero de Paja detuvieron un golpe de Estado. En el Nuevo Mundo, la banda llegó a Punk Hazard, donde se aliaron con Trafalgar Law para derrotar a uno de los Cuatro Emperadores, y conocieron al samurai Kin'emon y su hijo Momonosuke. Como parte de los planes de Law viajaron a Dressrosa, donde Robin, Usopp y Franky conocieron a la Tribu Tontatta, una sociedad de enanos, quienes les ayudaron a enfrentarse a los Piratas Donquixote. Tras ello, Robin obtuvo una nueva recompensa de 130.000.000.
Tras viajar a la isla Zou, habitada por la Tribu Mink, Kin'emon les confesó que él y Momonosuke no eran padre e hijo, sino que Momonosuke era parte del Clan Kozuki, la antigua familia real de Wano, ahora a manos de Kaidou, el miembro de los Cuatro Emperadores a quien Luffy y Law pretendían derrotar. Ahí, Luffy y Law se aliaron con el Clan Kozuki y la Tribu Mink para derrotar juntos a Kaidou. Una vez en Wano, tras varios días recopilando información, la tripulación puso rumbo a Onigashima, donde Kaidou tenía su base, y Robin terminó enfrentándose y derrotando a la oficial Black Maria de los Piratas de las Bestias, usando una nueva técnica que le daba una apariencia demoníaca, tras lo cual Robin recibió una nueva recompensa de 930.000.000.

#### Intérpretes
En la serie de anime, Yuriko Yamaguchi da voz a Robin en la versión original en japonés. En España, es doblada por Rosa Campillo tanto en la serie de anime como en las películas. En Hispanoamérica, es doblada por Kerygma Flores tanto en la versión del anime de 4Kids como en el redoblaje sin censura, además de en las películas.
Lera Abova interpreta a Robin en la serie de acción real.

### Franky
Franky (フランキー Furankī?), nacido como Cutty Flam (カティ・フラム Kati Furamu?), es el carpintero de los Piratas de Sombrero de Paja.

#### Descripción general
Franky tenía 34 años al comienzo de la serie, y 36 tras el salto temporal. Es un cíborg, habiendo instalado armamento en su propio cuerpo, como proyectiles, y guardando botellas de refresco de cola en su vientre, la cual es su combustible. Tiene el pelo azul, inicialmente llevando un tupé, mientras que tras el salto temporal de dos años lo llevaba rapado, aunque también pudiendo alterar entre diferentes peinados en las diferentes islas que visitan. Lleva puestas gafas de sol, y se viste con un tanga, siendo considerado un exhibicionista por ello. Tiene una personalidad de tipo estiloso, y suele utilizar la palabra "súper" pera referirse a algo que le entusiasma.

#### Historia
El mar de la supervivencia: Saga de los Supernovas
Franky era el líder de la Familia Franky en Water Seven, una pandilla que robó a Usopp el dinero que llevaba encima. Tras regresar a casa y ver que sus compañeros fueron derrotados por los Piratas de Sombrero de Paja, Franky decidió enfrentarse a Luffy como venganza, pero sin éxito. Después, se encontró con Usopp, pretendiendo secuestrarle, pero ambos terminaron teniendo una conversación amistosa. En ese momento, llegaron los miembros del Cipher Pol 9, quienes se llevaron a Franky al saber que él era Cutty Flam, el antiguo aprendiz de Tom, quien construyó el barco de Gold Roger, el Oro Jackson. En el pasado, tras ser arrestado Tom, Franky intentó detener el tren que se llevaba a Tom, pero fue atropellado, tras lo cual reformó su cuerpo y se convirtió en un cíborg. De vuelta a Water Seven, se reunió con su antiguo compañero Iceburg, el cual le entregó a Franky los planos del arma Plutón para que los ocultase, siendo la razón por la que el CP9 le arrestó en el presente. Después de que los Piratas de Sombrero de Paja y la Familia Franky viajara a Enies Lobby para rescatarles a él y a Nico Robin, Franky quemó los planos. Posteriormente, tras regresar a Water Seven, Franky obtuvo una recompensa de 44.000.000 por sus actos en Enies Lobby, por lo que la Familia Franky pidió a Luffy que se lo llevaran con ellos. Franky, quien construyó el nuevo barco de los Piratas de Sombrero de Paja con madera que compró gracias al dinero que le robaron a Usopp, se unió a ellos para ser testigo de que el barco era capaz de viajar alrededor del mundo.
Tras seguir su viaje y toparse con el buque-isla Thriller Bark, llegaron al Archipiélago Sabaody, donde conocieron a Silvers Rayleigh, quien fue el primer oficial del antiguo Rey de los Piratas, Gold Roger, y se ofreció a barnizar el Thousand Sunny para que navegaran por el fondo marino, teniendo que esperar tres días para terminar. Sin embargo, se encontraron con Bartholomew Kuma, quien usó sus poderes para separarles, enviándoles a diferentes islas. Franky terminó en Baltigo, donde encontró el antiguo laboratorio del Dr. Vegapunk y se quedó para aprender de sus investigaciones, puesto que en el periódico Luffy envió un mensaje a sus amigos de que se verían dentro de dos años, aprovechando ese tiempo para volverse más fuertes.
El último mar: Saga del Nuevo Mundo
Dos años después, la tripulación se reunió en Sabaody, con Franky luciendo ahora más grande y con dos enormes brazos robóticos, y después viajaron por el fondo marino a la Isla de los Hombres-Pez, donde detuvieron un golpe de Estado, en el acto Franky mostrando los nuevos vehículos que creó para la organización, los cuales en unión se convertían en el General Franky, un enorme robot similar a él en apariencia que controlaba desde dentro. En el Nuevo Mundo, la banda llegó a Punk Hazard, donde se aliaron con Trafalgar Law para derrotar a uno de los Cuatro Emperadores, y conocieron al samurái Kin'emon y su hijo Momonosuke. Como parte de los planes de Law viajaron a Dressrosa, donde Franky acompañó a Luffy al Coliseo Corrida, y después conoció a la Tribu Tontatta, una sociedad de enanos, quienes les ayudaron a enfrentarse a los Piratas Donquixote. Tras ello, Franky obtuvo una nueva recompensa de 94.000.000, pero en su cartel de búsqueda se utilizó una foto del General Franky en vez de la suya.
Tras viajar a la isla Zou, habitada por la Tribu Mink, Kin'emon les confesó que él y Momonosuke no eran padre e hijo, sino que Momonosuke era parte del Clan Kozuki, la antigua familia real de Wano, ahora a manos de Kaidou, el miembro de los Cuatro Emperadores a quien Luffy y Law pretendían derrotar. Ahí, Luffy y Law se aliaron con el Clan Kozuki y la Tribu Mink para derrotar juntos a Kaidou. Una vez en Wano, tras varios días recopilando información, la tripulación puso rumbo a Onigashima, donde Kaidou tenía su base, y Franky terminó enfrentándose y derrotando a la oficial Sasaki de los Piratas de las Bestias, tras lo cual recibió una nueva recompensa de 394.000.000, pero de nuevo sin utilizar una foto de él en su cartel de búsqueda, donde utilizaron una foto del mascarón de proa del Thousand Sunny.

#### Intérpretes
En la serie de anime, Kazuki Yao dio su voz a Franky en la versión original en japonés hasta 2024, siendo reemplazado por Subaru Kimura desde el episodio 1123. En España, es doblado por Miguel Ángel Pérez tanto en la serie de anime como en las películas. En Hispanoamérica, es doblado por Manuel Campuzano en la serie de anime y en la película One Piece Film: Red, mientras que es doblado por Galo Balcázar en la película One Piece Film: Gold, y por Alfonso Obregón en otras películas.

### Brook
Brook (ブルック Burukku?) es el músico de los Piratas de Sombrero de Paja.

#### Descripción general
Brook tenía 88 años al comienzo de la serie, y 90 tras el salto temporal. Murió cuando tenía 38 años, pero debido a que comió la Fruta Revive Revive (ヨミヨミの実 Yomi Yomi no Mi?), le permitió volver a la vida, siendo ahora un esqueleto viviente con pelo afro. Es muy bromista que Usopp, y suele decir chistes, a menudo en referencia a su falta de órganos, seguido de su característica risa: "Yohohoho". También es muy pervertido, usualmente estando interesado en ver la ropa interior de las mujeres. A pesar de que siendo un esqueleto puede resultar tenebroso para los demás, él a menudo muestra tener miedo en lo relacionado con lo paranormal. Inicialmente tocaba principalmente el violín, mientras que tras el salto temporal de dos años toca principalmente la guitarra eléctrica. Tras el salto temporal también adquirió la habilidad de separar su alma de su cuerpo, técnica que usa en momentos de exploración a modo de espionaje.

#### Historia
El mar de la supervivencia: Saga de los Supernovas
Brook conoció a los Piratas de Sombrero de Paja entre la niebla del Triángulo Florian, mientras viajaba a bordo de su viejo barco, en un comienzo asustándose de él al tratarse de un esqueleto viviente. Él les explicó que en el pasado resucitó tras vivir, pero debido a que su alma se perdió entre la niebla buscando su cuerpo, cuando lo encontró no era más que un esqueleto. También les explicó que no podía salir de esa zona a causa de que le faltaba su sombra. Tras toparse con el buque-isla Thriller Bark, donde Brook perdió su sombra a manos de Gecko Moria, Zoro derrotó al zombi Ryuma, quien tenía la sombra de Brook, con lo cual Brook consiguió recuperarla. Tras vencer a Moria, Brook comentó a Luffy que pretende reencontrarse con la ballena Laboon, quien en el pasado viajaba con su antigua triuplación, los Piratas Rumbar, pero se despidieron en la entrada de Grand Line pormetiendo que se reeencontrarían, lo cual no pudo ser debido a que la tripulación murió y él estuvo años perdido entre la niebla. Después de que Luffy le dijera que él conocía a Laboon y que aun seguía esperándoles, Brook, mostrándoles su cartel de recompensa de cuando aún estaba vivo de 33.000.000 y explicándoles su historial, se ofreció a ser parte de los Piratas de Sombrero de Paja, con lo cual se unió a ellos como el músico de la tripulación.
Posteriormente llegaron al Archipiélago Sabaody, donde conocieron a Silvers Rayleigh, quien fue el primer oficial del antiguo Rey de los Piratas, Gold Roger (a quien Brook recordaba solamente como un pirata novato), quien se ofreció a barnizar el Thousand Sunny para que navegaran por el fondo marino, teniendo que esperar tres días para terminar. Sin embargo, se encontraron con Bartholomew Kuma, quien usó sus poderes para separarles, enviándoles a diferentes islas. Brook terminó en la isla Namakura, donde fue confundido por Satanás por sus habitantes, quienes tenían problemas con los miembros de la Tribu de Brazos Largos, los cuales terminaron secuestrando a Brook para usarle para hacer espectáculos con él pensando que a la gente le atraería ver a un esqueleto viviente, con lo cual Brook decidió dedicarse a tocar música ante un público, puesto que en el periódico Luffy envió un mensaje a sus amigos de que se verían dentro de dos años, aprovechando ese tiempo para volverse más fuertes.
El último mar: Saga del Nuevo Mundo
Dos años después, Brook se había convertido en un músico famoso conocido como "Brook el Rey del Soul" que iba de gira por el mundo, hasta se despidió de sus admiradores cuando la tripulación se reunió en Sabaody, y después viajaron por el fondo marino a la Isla de los Hombres-Pez, donde los Piratas de Sombrero de Paja detuvieron un golpe de Estado. En el Nuevo Mundo, la banda llegó a Punk Hazard, donde se aliaron con Trafalgar Law para derrotar a uno de los Cuatro Emperadores, y conocieron al samurai Kin'emon y su hijo Momonosuke. Tras viajar a Dressrosa como parte de los planes de Law, la mitad de la banda, entre ellos Brook, tuvo que marcharse mientras custodiaban el barco para huir de los Piratas de Big Mom, mientras que el resto de la banda se quedó a combatir a los Piratas Donquixote, cuya acción hizo que su recompensa fuera aumentada a 83.000.000, con su cartel de búsqueda siendo una versión editada de uno de sus carteles de gira como "Brook el Rey del Soul".
Tras reunirse la banda en Zou, habitada por la Tribu Mink, contaron a los que estuvieron en Dressrosa que Sanji tuvo que marcharse con los Piratas de Big Mom, mientras que Kin'emon les confesó que él y Momonosuke no eran padre e hijo, sino que Momonosuke era parte del Clan Kozuki, la antigua familia real de Wano, ahora a manos de Kaidou, el miembro de los Cuatro Emperadores a quien Luffy y Law pretendían derrotar. Ahí, Luffy y Law se aliaron con el Clan Kozuki y la Tribu Mink para derrotar juntos a Kaidou. Brook fue elegido para formar parte del grupo que viajaría a Totto Land a buscar a Sanji y traerle de vuelta. Con la ayuda de Capone Bege, la tripulación de Luffy consiguió rescatar a Sanji y huir de Totto Land. Una vez en Wano, tras varios días recopilando información, la tripulación puso rumbo a Onigashima, donde Kaidou tenía su base, y donde se enfrentáron y derrotaron a los Piratas de las Bestias y sus aliados, tras lo cual Brook recibió una nueva recompensa de 383.000.000.

#### Intérpretes
En la serie de anime, Chō da voz a Brook en la versión original en japonés. En España, es doblado por José Posada en las películas. En Hispanoamérica, es doblado por Óscar Flores en la serie de anime y las películas, con excepción de la película One Piece Film: Gold, donde es doblado por Darío Olivares.

### Jinbe
Jinbe (ジンベエ Jinbē?) es el timonel de los Piratas de Sombrero de Paja.

#### Descripción general
Jinbe tenía 44 años al comienzo de la serie, y 46 tras el salto temporal. Es un hombre-pez de tiburón ballena. Lucha utilizando el arte marcial conocido como Kárate de los Hombres-Pez (魚人空手 Gyojin Karate?). También tiene la capacidad de dar órdenes a los tiburones ballena. Por lo general suele ir vestido con kimonos con estampados y capa. Suele tener una actitud seria y responsable, aunque muestra alegría cuando el resto de la tripulación hace algo que le divierte.

#### Historia
El mar de la supervivencia: Saga de los Supernovas
Jinbe era el capitán de los Piratas del Sol y uno de los Siete Señores de la Guerra del Mar, teniendo una recompensa de 250.000.000 antes de formar de dicho grupo y trabajar para el Gobierno Mundial. Cuando en Marine Ford se preparaban para una guerra contra Barbablanca debido a la ejecución pública de Portgas D. Ace, él fue encarcelado en Impel Down al negarse participar del lado de los Marines debido a que Barbablanca era un viejo aliado suyo. Fue encerrado en la misma celda que Ace, y cuando Luffy llegó para liberar a su hermano, Jinbe le dijo que se lo habían llevado para ser ejecutado, tras lo cual Luffy liberó a Jinbe para que le ayudara a fugarse de la prisión e ir a rescatar a Ace.
Tras escapar, participaron en la guerra de Marine Ford, pero mientras trataban de rescatar a Ace, este terminó muriendo a manos del almirante Akainu, dejando a Luffy paralizado por el trauma, por lo que Jinbe se hizo cargo de llevarle a salvo. Cuando Luffy recobró la consciencia, comenzó a culparse de la muerte de Ace por no haber podido hacer nada, pero Jinbe le dijo que no piense en lo que ha perdido, sino en lo que todavía le queda, recordándole que aún tiene a su tripulación.
El último mar: Saga del Nuevo Mundo
Dos años después, Jinbe, ahora con una recompensa de 438.000.000 por sus actos en Marine Ford, se reencontró con Luffy en la Isla de los Hombres-Pez, donde les habló a él y su tripulación sobre el pasado de Fisher Tiger, anterior capitán de los Piratas del Sol que liberaba a los esclavos, para el que Jinbe ejercía como su primer oficial, en algún punto llegando a obtener una primera recompensa de 76.000.000. Después de que Tiger muriera tras ser atacado por los Marines, Jinbe se convirtió en el nuevo capitán, y tiempo después se le ofreció unirse a los Siete Señores de la Guerra del Mar, lo cual aceptó pensando que así se reforzaría la unión entre los humanos y los hombres-pez. Tras terminar de hablar sobre su pasado, Jinbe ayudó a los Piratas de Sombrero de Paja a detener un golpe de Estado, con Luffy terminando muy malherido, pero Jinbe se ofreció a donarle su sangre al tener el mismo grupo sanguíneo. Tras ello, Luffy le pisió que se uniera a su tripulación, pero Jinbe le rechazó. Aun así, le dijo que tenía asuntos pendientes que debía resolver, y que después de ello le gustaría aceptar su oferta.
Después de que los Piratas de Sombrero de Paja abandonaran la Isla de los Hombres-Pez, Jinbe descubrió a Caribou intentando secuestrar a las sirenas, por lo que le detuvo, y lo entregó a los Marines dejándole en la base del G-5. Posteriormente, Jinbe comenzó un viaje por el fondo marino, ayudando a un gatito marino a regresar a su hogar. En el viaje terminó ayudando a unos ciudadanos que le entregaron un Poneglyph.
Jinbe terminó viajando a Totto Land, donde ofreció el Poneglyph a Big Mom como ofrenda por querer dejar sus vínculos como aliados, puesto que quería unirse a la tripulación de Luffy, algo que los Piratas del Sol aceptaron. Con ayuda de Jinbe, Luffy y sus compañeros consiguieron huir de Totto Land mientras trataban de rescatar a Sanji, huyendo de Big Mom, mientras que Jinbe se quedó para ayudar a los Piratas del Sol a combatir a los Piratas de Big Mom. Posteriormente, se reunió con los Piratas de Sombrero de Paja en Wano, presentándose oficialmente como el timonel de la tripulación. En Onigashima, donde iban a combatir contra los Piratas de las Bestias, Jinbe terminó enfrentándose al oficial Who's-Who. Tras la guerra en Onigashima, Jinbe recibió una nueva recompensa de 1.100.000.000.

#### Intérpretes
En la serie de anime, Daisuke Gōri dio voz a Jinbe en los episodios 430-432 en la versión original en japonés, posteriormente siendo Katsuhisa Hoki quien le daría voz desde el episodio 440 en adelante. En España, Jinbe es doblado por José Luis Siurana en la película One Piece Film: Red. En Hispanoamérica, es doblado por Víctor Hugo Aguilar.

### Barcos
Durante su viaje, la tripulación ha llegado a tener dos barcos en los que han viajado, y además de considerarlos su hogar, llegando a ser considerados como unos miembros más para la tripulación.
| Barco          | Tipo      | Tema  | Diseñado por | Tiempo con la tripulación |
| -------------- | --------- | ----- | ------------ | ------------------------- |
| Going Merry    | Carabela  | Oveja | Merry        | Capítulos: 41-430         |
| Thousand Sunny | Bergantín | León  | Franky       | Capítulos: 436-Presente   |

#### Going Merry

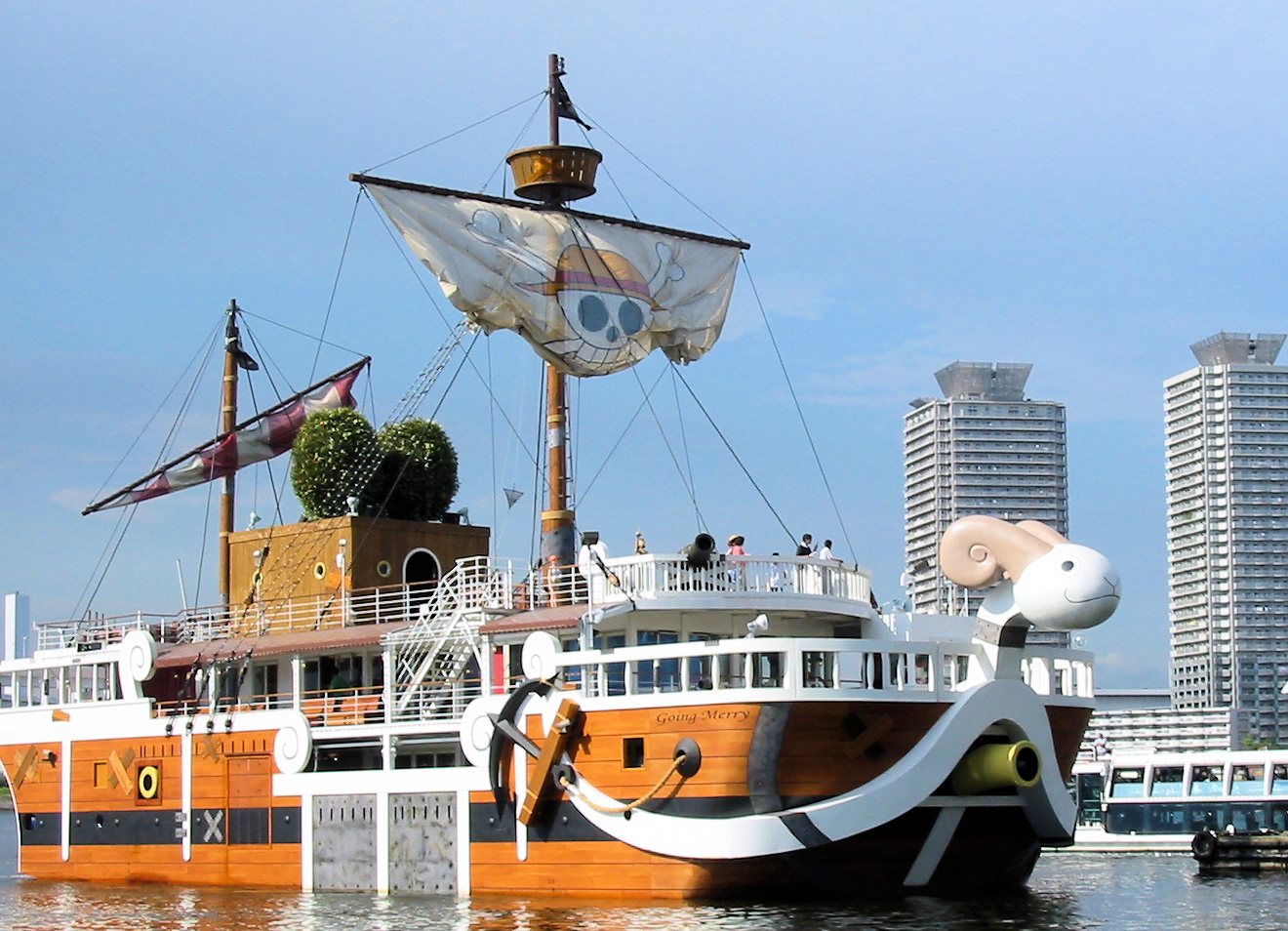
Réplica del Going Merry en Odaiba.

El Going Merry (ゴーイングメリー号 Gōingu Meri-go?) fue el primer barco que tuvieron los Piratas de Sombrero de Paja. Fue un regalo de Kaya, una amiga de Usopp, como agradecimiento por haberla salvado. Fue diseñado por el mayordomo de Kaya, Merry, quien lo bautizó con su nombre. Tras viajar con él a través del East Blue y gran parte del Grand Line, la quilla del barco terminó destrozada y no tuvo reparación, con lo que le terminaron haciendo un funeral vikingo.

#### Thousand Sunny
El Thousand Sunny (サウザンドサニー号 Sauzando Sanī-gō?) es el segundo barco que tuvieron los Piratas de Sombrero de Paja. Fue construido por Franky a partir de madera del Árbol del Tesoro Adam, considerada la de mayor calidad y resistencia del mundo.

### Antiguos miembros
Nefertari Vivi y su mascota Karoo viajaron un tiempo con la tripulación tras su llegada a Grand Line, llegando a considerarles los primeros seis miembros como sus camaradas, pero tras los eventos del arco de Arabasta, ambos no llegaron a unirse a la banda ya que decidieron quedarse a reconstruir su país.
| Tripulante     | Posición                  | Apodo                            |
| -------------- | ------------------------- | -------------------------------- |
| Nefertari Vivi | Sin posición              | "Princesa Vivi" "Miss Wednesday" |
| Karoo          | Mascota de Nefertari Vivi | Ninguno                          |

### Gran Flota de Sombrero de Paja
Al final del arco de Dressrosa la banda llegó a ser la líder de una alianza llamada Gran Flota de Sombrero de Paja que está compuesta por siete grupos que lucharon junto a Luffy durante el conflicto entre él y Doflamingo, llegando a ser, de esta manera, subordinados autoproclamados (puesto que Luffy no estaba a favor de ello) de los Piratas de Sombrero de Paja, manteniendo al mismo tiempo la condición de bandas individuales con voluntad propia.
| Representante | Tripulación                       | Miembros Destacados                                                                                             | Barco                              | Recompensa           | Jolly Roger |
| ------------- | --------------------------------- | --- | ---------------------------------- | -------------------- | --- |
| Cavendish     | Piratas Hermosos                  | Suleiman y Farul                                                                                                | Blanco Corcel Durmiente del Bosque | 330.000.000 (Mínimo) | Es la forma de la cabeza de un caballo con el sombrero característico de Cavendish, atrás lo cruzan dos estoques. |
| Bartolomeo    | Barto Club                        | Gambia | Going Luffy-senpai                 | 200.000.000 (Mínimo) | Es una cara roja con expresión de sorpresa con cabellera verde como Bartolomeo, debajo, tiene dos espinas cruzadas. |
| Sai           | Armada Happo                      | Boo, Baby 5 y Chinjao (retirado)                                                                                | Happosai                           | 210.000.000 (Mínimo) | Llevan como símbolo la palabra 八宝 (Happo) en la bandera |
| Ideo          | Piratas de Ideo                   | Blue Gilly, Abdullah y Jeet                                                                                     | Nombre Desconocido                 | Ninguna              | Lleva una calavera con dos columnas a sus costados en representación a los brazos de Ideo, delante de ella lleva formada por huesos la sigla "XXX" que es en representación a su anterior nombre "Alianza de Artes Marciales de Gimnasio XXX" y también el rango de Artista Marcial del Capitán. |
| Leo           | Piratas Tontatta                  | Bian, Kabu, Bomba, Rampo, Flapper, Bobomba, Wicca, Inhel, Cotton, Baxcon, Daikon, Chao, Maujii, Nubon y Pellini | Usoland                            | Ninguna              | Consiste en una calavera con forma de castaña y cruzada con dos huesos. |
| Hajrudin      | Nuevos Piratas Gigantes Guerreros | Stansen, Road, Goldberg y Gerd                                                                                  | Naglfar                            | Ninguna              | Una calavera con un casco con dos cuernos, y dos espadas cruzadas debajo. |
| Orlumbus      | Gran Flota Yonta Maria            | Columbus | Yonta Maria                        | 148.000.000 (Mínimo) | Es la clásica calavera con dos huesos cruzados y a sus costados se encuentran media cáscara de huevo. |

## Características

### Invitación
Usualmente, cuando Luffy pregunta a alguien si quiere unirse a su tripulación, le rechazan completamente, aunque los rechazos varían según la persona. Luffy sabe que no debe obligar a nadie a unirse en contra de su voluntad. La única excepción fue Franky, quien fue considerado demasiado necio como para aceptar la oferta voluntariamente, pero termina uniéndose tras ser convencido por las palabras de Iceburg. Sin embargo, si Luffy está realmente interesado en la persona, dará lo mejor de sí para unirla a su tripulación sin importar que lo hayan rechazado al principio, convirtiéndose de este modo en un joven loco pero apasionado por la humanidad y su bienestar.
Una excepción es Usopp, quien estuvo emocionado al ser invitado a unirse y aceptó inmediatamente; y Nico Robin, quien se invitó a sí misma a la tripulación y luego tuvo que convencer a los demás para que la dejaran quedarse. También notable es la situación de Brook, quien realmente aceptó la petición inicial de Luffy para unirse a la tripulación, pero luego declinó, pues no podría viajar con ellos debido a que no tenía sombra, lo que resultaría en su muerte si lo tocaban los rayos del sol. No obstante, después de que los Sombrero de Paja y Brook finalmente derrotaran a los Piratas de Thriller Bark y recuperaron sus sombras, Brook se unió definitivamente a la banda.
Luffy no parece tener en mente si alguien que él quiere reclutar podría tener una posición útil en el barco, generalmente le pregunta a cualquiera en quien esté interesado o acepta a quien quiera unirse. Así fue como aceptó a Usopp sin que al parecer llenara ninguna posición esencial, luego teniendo la posición de francotirador del equipo; reclutó a Chopper no por sus habilidades como médico (que Luffy desconocía), sino por ser un reno parlante de siete transformaciones, y consideró a Vivi un miembro incluso aunque ella no tenía ningún rol en la tripulación; incluso le ofreció a Brook unirse solo por ser un esqueleto parlante. También le ofreció a Gaimon unirse aunque no era muy útil para la tripulación. Además, invitó a Jinbe a unirse a su tripulación porque le caía bien, pero este declinó la oferta indicando que tenía asuntos pendientes, pero que luego de cumplirlos se uniría, haciéndolo una vez que cortó sus lazos con Big Mom.
Además, Luffy siempre ha considerado que el miembro más importante de una tripulación es el músico, más importante incluso que el médico, el cocinero o el carpintero, ya que desde el principio ha querido uno en su tripulación para cantar las canciones pirata.

### Números de la tripulación
Excluyendo a Luffy, pues él fundó la tripulación, los números dados a cada miembro de la banda son:
1. Roronoa Zoro[60]
2. Nami[61]
3. Usopp[62]
4. Sanji
5. Tony Tony Chopper
6. Nico Robin
7. Franky[62]
8. Brook[63]
9. Jinbe

Casi siempre que numera a la tripulación en ilustraciones, Eiichirō Oda no obstante incluye a Luffy como el #1, haciendo que los demás miembros suban su número en +1. Para la mayoría de los tripulantes, Oda designó su número en el título del capítulo en el que se unen. Para otros, como Nami y Usopp, sus números son revelados después de que regresan a la tripulación tras haberla dejado por alguna razón. Solo Chopper y Franky no han tenido hasta ahora capítulos en cuyos títulos se designe su número.

### Jolly Rogers de la tripulación
A lo largo de la serie, Eiichiro Oda ha ido revelando en los SBS de los volúmenes del manga los Jolly Rogers personales que tendrían los miembros de la tripulación:
1. Monkey D. Luffy: Calavera con dos tibias cruzadas usando un sombrero de paja, creada por Usopp en referencia al característico sombrero de su capitán. Además de ser el Jolly Roger que representa a Luffy, es la bandera que representa a todos los Sombrero de Paja como tripulación, el que flamea en su bandera y está pintada en su vela mayor.
2. Roronoa Zoro: Antes del salto temporal era una calavera usando una bandana negra, dos espadas cruzadas en diagonal y una en horizontal, representa las señas distintivas del aspecto de Zoro y su estilo de pelea.
Después del salto temporal es un diseño similar, pero con el ojo izquierdo cerrado y con una cicatriz, al igual que Zoro, y con las espadas más detalladas pareciéndose más a las que lleva con él.
3. Nami: Antes del salto temporal era una calavera con cabellera anaranjada usando una gorra azul y blanca guiñando un ojo mientras muestra la lengua, de su costado izquierdo brota un brazo que hace el gesto japonés del dinero. Representa la personalidad pícara y materialista de Nami.
Después del salto temporal es un diseño similar, pero con ambos ojos abiertos, el pelo largo, la brújula Log Pose de Nami en la muñeca del brazo, la gorra de la cabeza similar al diseño del bikini que llevaba durante el viaje a la Isla de los Hombres-Pez, y detrás de la calavera el tatuaje de Nami.
4. Usopp: Antes del salto temporal era una calavera de larga nariz cruzada por una tibia y una resortera, se muestra de medio perfil hacia la derecha con el ceño fruncido y usando una gorra verde.
Después del salto temporal es un calavera de perfil con forma de la cara de Usopp, incluyendo su melena, con su gorro y orejeras puestas, y con su tirachinas detrás en horizontal.
5. Sanji: Antes del salto temporal era una calavera con una ceja en espiral sobre el ojo derecho, usa un sombrero de chef y está cruzada por un tenedor y un cuchillo, representa el amor de Sanji por la cocina y el mar.
Después del salto temporal es un diseño similar, pero con la ceja en el ojo izquierdo, un gorro de cocinero más grande puesto de lado y tapando su ojo derecho, y con su perilla y cigarrillo en la boca añadidos.
6. Tony Tony Chopper: Antes del salto temporal era una calavera cruzada por dos tibias, dos pétalos de cerezo cayendo en diagonal frente y por dos detrás. Es el Jolly Roger creado por el Dr. Hiriluk, quien fue una figura paterna para Chopper, y que representa el sueño de ambos de ser tanto un pirata como un doctor.
Después del salto temporal es una calavera con forma de la cabeza de Chopper con su gorra puesta, dos tibias cruzadas detrás, y pétalos de cerezo como los del Jolly Roger anterior.
7. Nico Robin: Antes del salto temporal era una calavera usando una sombrero púrpura de ala ancha, desde su parte posterior emergen cuatro brazos flexibles que giran en espiral. Representa su estilo característico de vestimenta y sus poderes.
Después del salto temporal es un diseño similar, pero con las gafas gafas de sol de Robin sobre el sombrero, y una flor detrás de la calavera.
8. Franky: Antes del salto temporal era una calavera cruzada por dos tibias, un mechón celeste sobre su coronilla y un semicirculo de metal negro remachado sobre su ojo izquierdo. A menudo acompañado de dos brazos levantados a los lados, con los puños cerrados y estrellas como los tatuajes de Franky. Representa su condición de pirata, de cyborg, de carpintero y armador de naves.
En ocasiones, su Jolly Roger también se representa como la cara de Franky de perfil, con el tupé, patilla, barbilla puntiaguda, nariz metálica y gafas de sol, con tibias cruzadas detrás, una de ellas grande y con estrellas similar a los brazos de Franky, y una cadena en círculo detrás de la calavera.
Después del salto temporal es una calavera con forma de la cara de Franky, con el pelo rapado, gafas de sol, y barbilla puntiaguda. En lugar de dos tibias cruzadas tiene un martillo y una sierra cruzados, y detrás una gran estrella como las que tiene Franky en los brazos, y escrito "BF 37".
9. Brook: Antes del salto temporal era una calavera rodeada por un afro negro, usando un sombrero de copa de medio lado sobre su lado izquierdo y cruzado por un bastón en diagonal.
Después del salto temporal es una calavera con el pelo afro, con las gafas de sol de Brook encima, cambiando el sombrero de copa por una corona y el bastón por la guitarra de Brook, además de varias tibias en círculo rodeando el Jolly Roger.
10. Jinbē: Calavera en forma de su cabeza, con los rayos del sol que simboliza a los Piratas del Sol alrededor.

### Regresando a la tripulación
Si un miembro de la tripulación la abandona sin el permiso de Luffy, usualmente Luffy hará un esfuerzo para traerlo de regreso. Hasta ahora Nami, Robin, Usopp y Sanji han dejado la tripulación por razones variadas y después han regresado a la banda. Nami regresó después de que Arlong, quien la chantajeaba, fuera derrotado. Robin, por otra parte, regresó después de que los Sombreros de Paja la convencieran de que la protegerían y estarían con ella incluso si eso significaba declararle la guerra al mundo, y la salvaron de su fatal destino en Enies Lobby. Sanji, quien se tuvo que separar obligatoriamente para casarse con Charlotte Pudding, pudo regresar una vez que sus amigos le ayudaran a boicotear la boda.
Además de ellos, Chopper también dejó temporalmente la tripulación de forma oficial durante los juegos del Davy Back Fight contra los Piratas de Foxy, siendo reclutado por ellos tras su victoria en la primera ronda, y posteriormente siendo reclutado de nuevo por Luffy tras ganar la segunda ronda.
Mientras que Robin, Nami y Sanji nunca estuvieron en malos términos con la tripulación cuando la abandonaron, a pesar de alguna pequeña sospecha de que habían traicionado a la banda, que se probó después que era infundada, Usopp representó un caso diferente. Usopp dejó la tripulación debido a una disputa con respecto al Going Merry (aunque regresó temporalmente disfrazado de Sogeking para ayudar a rescatar a Nico Robin) y también a causa de sus propias dudas acerca de su fuerza. Más tarde, Usopp planeó forzar a que la tripulación le rogase por su regreso, casi lo logra, pero Zoro les dijo a todos que si Usopp quería regresar lo hiciera en los términos de la tripulación, pidiendo una disculpa por su actitud y arrepintiéndose por lo sucedido. 
Después de que Usopp fuera completamente ignorado mientras la tripulación luchaba por huir del vicealmirante Garp, finalmente se rinde y grita a todos una sollozante disculpa, tras la cual Luffy lo acepta de regreso.

### Objetivos
Cada miembro de los Sombreros de Paja, como se muestra arriba, tiene un sueño que quiere cumplir. Estos sueños son sus razones por haberse unido a Luffy (de hecho son los motores de sus vidas y la fuerza de sus voluntades). Cada Sombrero de Paja estuvo inspirado en tragedias (muertes, accidentes, etcétera) que sucedieron en su niñez y que involucran a personas que idealizaban o querían profundamente. Algunos, como Chopper, Nami, Franky y Usopp están cumpliendo su sueño acumulando información, conocimiento o completando alguna tarea mientras navegan por el Grand Line. Otros, como Robin, Zoro, Luffy, Brook y Sanji buscan a una persona, lugar o cosa que solo puede ser encontrado en el Grand Line. Cualquiera que sea la razón, el sueño de cada miembro involucra viajar a través del Grand Line, y cada uno rehúsa morir antes de cumplir sus sueños. Sin embargo, su determinación para cumplir sus sueños no implica sacrificar o abandonar a sus compañeros para lograrlo. Zoro casi renunció a su sueño cuando intentaba convencer a Kuma de que dejara vivir a Luffy. Sanji, después de ver esto, intentó también convencer a Kuma ofreciéndose igualmente como voluntario para sacrificarse, pero Zoro se lo impidió dejándolo inconsciente.
De lejos, el sueño de Luffy es el más difícil de cumplir. No solo su meta implica abrirse camino hasta el extremo del mundo, sino que también debe derrotar a personas que el mundo considera invencibles (Los Siete Guerreros del Mar, los Cuatro Emperadores). Incluso tiene que pasar por encima a rivales que también están tras el One Piece o a los Marines. La mayoría de los otros miembros de la banda tienen sueños que son considerados igualmente imposibles:
- El sueño de Luffy es convertirse en el Rey de los Piratas, además de reunir a una súper tripulación para vivir aventuras con ellos. Para convertirse en el Rey de los Piratas, debe encontrar el famoso tesoro del legendario Gol D. Roger: el One Piece. Respecto a su tripulación, Luffy ha reunido a nueve personas a las que considera los mejores y los valora y quiere como su familia. Luffy también busca reunirse de nuevo con Shanks para devolverle su sombrero de paja. Además de querer convertirse en el Rey de los Piratas para superar a Shanks y su tripulación, Luffy tiene un segundo sueño desconocido, el cual solamente se lo contó a Shanks, Ace, Sabo y su tripulación.

- El sueño de Zoro, que comparte con su difunta amiga Kuina, es convertirse en el mejor espadachín del mundo. Para cumplirlo, deberá incrementar sus habilidades para poder derrotar a cualquier espadachín del mundo y, en última instancia, derrotar a quien actualmente es el mejor espadachín del mundo, el Guerrero del mar Dracule Mihawk.[64] Muy recientemente, Zoro estuvo a punto de dejar a un lado su sueño en un intento de convencer al Shichibukai Bartholomew Kuma de que lo matara a él en lugar de a Luffy. Esto prueba la lealtad de Zoro a su capitán y tripulación, pues Zoro cree que no puede ser el mejor espadachín del mundo si es incapaz de proteger el sueño de su capitán (de la misma manera que Luffy, quien cree que el Rey de los Piratas debe tener en su banda al mejor espadachín del mundo).

- El sueño de Nami es dibujar un mapa del mundo. Ya ha dibujado todas las islas en las que ha estado y se asume que terminará un mapa del mundo cuando la serie acabe. Además, al principio de la historia estaba intentando juntar 100,000,000 de berries para comprar su pueblo natal y salvarlo de las garras de Arlong; sin embargo sus ahorros (que ascendían a 93 millones) fueron confiscados. Afortunadamente para ella, conoció a Luffy un poco antes y él derrotó a Arlong y liberó a su aldea y consiguientemente a Nami.

- El sueño de Usopp es convertirse en un bravo guerrero de los mares, justo como su padre Yasopp. Después de la incursión de la banda en la isla Little Garden, tras conocer a Dorry y Brogy desarrolló un nuevo objetivo de visitar Elbaf, la tierra de los gigantes considerados como los más valientes guerreros.

- El sueño de Sanji, que comparte con Zeff, es encontrar el All Blue, un mar legendario. Se asume que está en alguna parte del Grand Line, y que sus aguas provienen de los cuatro mares brindando peces de todo el mundo, por lo tanto sería un paraíso culinario y al igual que Zoro, también estuvo a punto de sacrificar su sueño para salvar a Luffy. También deseaba consumir la Fruta del Diablo llamada Fruta Transparente Transparente, que permite al que la come volverse invisible, desafortunadamente para él, Absalom ya la comió, destruyendo su sueño hasta que obtuvo el traje de batalla del Germa, el cual le otorga esa capacidad.

- El sueño de Chopper es convertirse en un gran doctor que sea capaz de sanar cualquier enfermedad (incluso las del corazón), por ello decidió viajar alrededor del mundo, explorando con sus amigos y expandiendo sus horizontes, con la ambición de aprender las curas para todos los males.

- El sueño de Robin es encontrar el río Poneglyph que contiene el Vacío de 100 años de Historia, continuando la investigación de su madre Olvia, y los eruditos de Ohara, aunque durante la saga de Water 7 su sueño fue poder proteger a sus amigos.

- El sueño de Franky es crear y viajar en un barco de ensueño para ir de aventuras y tomar parte en batallas, sobrepasar a otros barcos y que su nave de ensueño sea capaz de viajar hasta el final del Grand Line. Franky creó el Thousand Sunny, que es el actual barco de los Sombreros de Paja, con ese objetivo.

- El sueño de Brook es reunirse con Laboon, la ballena que formaba parte de su anterior tripulación y que lo ha estado esperando durante 50 años en los cabos gemelos de la Reverse Mountain. Brook desea cumplir la promesa que él y su tripulación le hicieron a Laboon de que volverían y que no pudieron cumplir pues fueron aniquilados por algún enemigo. Posee un Tone Dial donde grabó la última canción que tocaron sus anteriores compañeros antes de morir y que desea entregarle a Laboon cuando se reúnan de nuevo.

- El sueño de Jinbe es la convivencia de los humanos con los habitantes del fondo del mar. Al principio renunció a ser parte de la Guardia Real de Neptune para unirse a Fisher Tiger en la búsqueda de la igualdad, años más tarde se unió al Gobierno Mundial al formar parte de los Siete Guerreros del Mar y se alió con dos de los Cuatro Emperadores (Edward Newgate y Charlotte Linlin) para proteger a los habitantes de la isla Gyojin. Tal y como revelaron los Piratas del Sol, sus acciones siempre han ido en beneficio de los demás y le alentaron a seguir su deseo de ayudar a Luffy a convertirse en el Rey de los Piratas.

Todos ellos valoran su amistad por encima de cualquier otra cosa. No obstante, de tiempo en tiempo, alguno se irrita con otro bastante cómicamente, ellos también disfrutan el tiempo que están juntos y aman el hecho de ser miembros de su tripulación. Uno de los aspectos que destacan en la serie es cuan comprometido está cada uno con los demás. Si un solo miembro es herido o puesto en peligro por alguna amenaza exterior, los demás darán lo mejor de sí y tomarán acciones drásticas para vengar a su compañero.
Todos los miembros activos tienen recompensas sobre sus cabezas, y la recompensa en conjunto de todos ellos da un total de 8.816.001.000. Además, se han convertido en una de las tripulaciones piratas con mayor recompensa conocida, siendo superados por los Piratas de Big Mom y los Piratas de las Bestias.
Al principio de la serie, Luffy decide que reclutará más o menos a 10 personas para su tripulación antes de encontrar el One Piece. Luffy también le dice a Shanks "el Pelirrojo" que algún día reunirá una tripulación suficientemente fuerte para sobrepasarlo y convertirse en el Rey de los Piratas.

## Fuerza de la tripulación
A pesar de tener pocos miembros, los Sombrero de Paja son una tripulación extremadamente poderosa, regularmente derrotando oponentes que son considerados mucho más fuertes que ellos. De hecho, Luffy y Zoro son parte de la Peor Generación, de la que son aquellos conocidos como los piratas más infames de la era actual. Y ambos, junto con Sanji, son apodados como el "Trío Monstruoso".
A pesar de su poder, y del hecho de que los tripulantes son extremadamente poderosos, los Sombrero de Paja no son invencibles, ya que han sido derrotados en numerosas ocasiones en circunstancias desesperadas por poderosos enemigos frente a los cuales no tenían ninguna posibilidad. Tal es el caso en contra de los temibles almirantes Akainu, Aokiji y Kizaru, o contra Guerrero del Mar Bartholomew Kuma, quien derrotó a la banda al completo al separarles en el Archipiélago Sabaody.